# 703 Noëmi
703 Noëmi
703 Noëmi là một tiểu hành tinh ở vành đai chính, có đường kính khoảng 13 km. Nó được Johann Palisa phát hiện ngày 3.10.1910 ở Viên và được đặt theo tên nữ bá tước Valentine Noémi von Rothschild (1886-1969) để kỷ niệm ngày nữ bá tước hứa hôn với bá tước Sigismund von Springer (1873-1927), một người bảo trợ thiên văn học. Một nguồn khác nói nó được đặt theo tên Noemi, nữ anh hùng trong Cựu Ước (sách bà Ruth)